# Randgold Resources
Randgold Resources é uma empresa de mineração, sediada em Saint Helier, Jersey.